# Фукуфудзи, Ютака
Юта́ка Фукуфу́дзи (яп. 福藤 豊 Фукуфудзи Ютака, 17 сентября 1982, Кусиро) — японский хоккеист, вратарь. Серебряный призёр зимних Азиатских игр 2011 года и бронзовый призёр зимних Азиатских игр 2017 года. Трижды признавался лучшим вратарём Азиатской лиги.
В составе национальной сборной Японии участник чемпионатов мира 2001, 2002, 2004, 2010 (дивизион I), 2013 (дивизион I), 2014 (дивизион I), 2015 (дивизион I), 2016 (дивизион I), 2017 (дивизион I) и 2018 (дивизион I), зимних Азиатских игр 2011 и 2017. В составе молодёжной сборной Японии участник чемпионатов мира 2001 (дивизион II) и 2002 (дивизион II). В составе юниорской сборной Японии участник чемпионата мира 2000 (группа B). Фукуфудзи стал первым японским хоккеистом, сыгравшим в НХЛ (провёл 4 матча).